# Fóruns de ajuda do Google
O Google possui várias comunidades oficiais de ajuda para a maioria dos seus serviços, como o Gmail, o YouTube, o Blogger, etc. Os Fóruns de ajuda do Google são oficialmente chamados de "Fóruns de Produtos do Google". Esses fóruns de ajuda são comunidades de usuários em geral, que gostam de ajudar uns aos outros a descobrir as melhores maneiras de usar os produtos da Google.
Em 2019, o nome foi alterado de (Fóruns de Ajuda do Google) para (Comunidades de Ajuda do Google).

## História
O Google iniciou as comunidades de ajuda, denominadas grupos de discussão do Google, em 2005, em sua plataforma Google Groups. Em 2009, muitos dos grupos oficiais de discussão do Google passaram dos Grupos do Google para uma nova plataforma chamada "Fóruns de Ajuda do Google". A partir do final de 2011, o Google começou a se mudar para uma nova versão do Google Groups, então reformulada.
Em Janeiro de 2019, O Google fez uma grande reformulação nas suas centrais de ajuda, alterando o layout e locais dos seus fóruns em que foram transferidos do antigo Grupos do Google para sua nova Central de Ajuda, onde é atualmente o local oficial para receber ajuda nos produtos do Google.
Durante esse período também ocorreu a reformulação do seu principal programa de colaboradores, onde o nome foi alterado de (Google Top Contributor) e passou a ser chamado de Experts em Produtos da Google.

## Estrutura da Comunidade (Fóruns de Ajuda)
As Comunidades de Ajuda do Google são principalmente a plataforma de usuário para usuário, onde os usuários fazem perguntas e outros usuários fornecem respostas dessas perguntas. Funcionários do Google participam dos Fóruns de Ajuda do Google. Além dos blogs oficiais do Google, o Google às vezes usa os Fóruns de Ajuda do Google para anúncios importantes. Qualquer um pode participar desses fóruns e postar perguntas e respostas.
Expert em Produtos do Google
Os usuários mais úteis e regulares da comunidade são selecionados como Experts em Produtos da Google.
- De 13 a 14 de setembro de 2011, Google organizou sua primeira cúpula global de principais colaboradores, realizada no Santa Clara Marriott e na sede do Google, Mountain View.[11]
- Em março o Google divulgou publicamente mais informações sobre o Google Top Contributor Program (antigo nome), dizendo que ele consiste em 470 membros em mais de 24 produtos do Google e 50 países.[12]
- Em 2017 o YouTube se separou do Fórum do Google e iniciou sua própria plataforma Comunidade de Ajuda do YouTube, logo depois em 2019 voltou a ser anexado no novo layout das Comunidades do Google.

Alguns fóruns de ajuda fornecem algumas outras tags para usuários regulares e úteis (por exemplo, Experts em Produtos do Fórum de Ajuda do Gmail, Blogger Addict no Fórum de Ajuda do Blogger (serviço), Usuários com estrela em Orkut Fórum de Ajuda e etc.

## References
1. ↑  «Google Product Forums». Google. Consultado em 9 de fevereiro de 2018
2. ↑  «Google Help Forums». Google. Consultado em 9 de fevereiro de 2018
3. ↑  «Visão geral das Comunidades de Ajuda do Google - Ajuda do support.google.com». support.google.com. Consultado em 28 de dezembro de 2022
4. ↑  «Google Help Forums Migrate to Google Groups». Google Operating System Unofficial news and tips about Google. Consultado em 9 de fevereiro de 2018
5. ↑  Nickkie. «We're moving to Google Product Forums!». Google. Consultado em 9 de fevereiro de 2018
6. ↑  «Bem Vindo ao Fórum de Ajuda do YouTube! - Inicie Aqui - Comunidade YouTube». support.google.com. Consultado em 28 de dezembro de 2022
7. ↑  «Getting Started with Google Help Forums  - About». Google. Consultado em 9 de fevereiro de 2018. Arquivado do original em 14 de julho de 2012
8. ↑  «Joining Google Help Forums». Google. Consultado em 9 de fevereiro de 2018. Arquivado do original em 9 de julho de 2018
9. ↑  «Levels and Points.». Google. Consultado em 27 de fevereiro de 2012. Arquivado do original em 15 de fevereiro de 2012
10. ↑  «Faces of Gmail Top Contributors». Gmail Team - Google. Consultado em 27 de fevereiro de 2012
11. ↑  «2011 Global Top Contributor Summit». Google. Consultado em 30 de março de 2012
12. ↑  «Google Top Contributor Program About the Program». Google. Consultado em 30 de março de 2012
13. ↑  «Rising Stars». Google. Consultado em 30 de março de 2012